# Kamjane (Sarny)
Kamjane (ukrainisch Кам'яне; russisch Каменное Kamennoje, polnisch Kamień) ist ein Dorf in der historischen Landschaft Polesien im Nordosten der ukrainischen Oblast Riwne. Es hat etwa 1200 Einwohner und eine Fläche von 45,761 km².

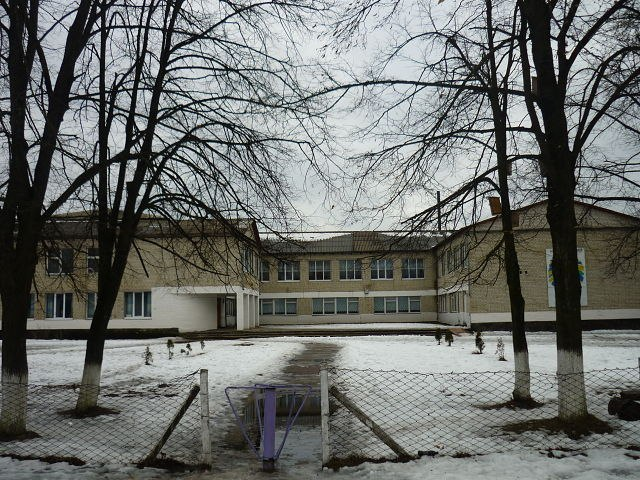
Schule im Dorf

Das erstmals 1540 unter dem Namen Wijtkewytschi (Війткевичі) schriftlich erwähnte Dorf erhielt 1946 seinen heutigen Namen.
Bei der von Wäldern umgebenen Ortschaft an der ukrainisch-belarussischen Grenze findet sich Bernstein, der auch illegal abgebaut wird.
Das Dorf liegt auf einer Höhe von 156 m am Ufer des Plaw (Плав), einem 46 km langen, rechten Nebenfluss der Szwiha, 50 km nordöstlich vom ehemaligen Rajonzentrum Rokytne und etwa 180 km nordöstlich vom Oblastzentrum Riwne.
Durch die Ortschaft verläuft die Territorialstraße T–18–18.
Am 12. Juni 2020 wurde das Dorf ein Teil neu gegründeten Landgemeinde Beresowe, bis dahin bildete es zusammen mit den Dörfern Budky-Kamjanski (Будки-Кам'янські) und Obsitsch (Обсіч) die Landratsgemeinde Kamjane (Кам'янська сільська рада/Kamjanska silska rada) im Nordosten des Rajons Rokytne.
Am 17. Juli 2020 wurde der Ort Teil des Rajons Sarny.